# Докучаев, Юрий Петрович
Юрий Петрович Докучаев (1935—2006) — советский учёный в области военной и гражданской электронной техники, Герой Социалистического Труда (1984).

## Биография
Юрий Петрович Докучаев родился 12 декабря 1935 года в Москве. Окончил среднюю школу, а в 1959 году — Московский энергетический институт, после чего связал свою жизнь с Научно-исследовательским институтом № 35 (впоследствии — Научно-производственное предприятие «Пульсар»). Прошёл путь от обычного инженера до генерального директора этого института.
Докучаев внёс большой вклад в развитие отрасли сверхвысокочастотной твердотельной электроники, руководил разработкой полупроводниковых диодов и транзисторов, до сих пор применяемых в военной и гражданской технике. Стоял у истоков создания методов обработки полупроводников при помощи электронных и ионных пучков. Также активно занимался созданием прибором точного времени, стал создателем и первым руководителем научной школы и научного направления работ в области твердотельного сверхвысокочастотного радиоэлектронного приборостроения.
Параллельно с научной работой Докучаев преподавал в Московском институте радиотехники, электроники и автоматики, был профессором, заведующим кафедрой твердотельной электроники. Под его руководством было защищено более десяти докторских и кандидатских диссертаций. Являлся автором свыше ста научных работ и обладателем патентов на 37 изобретений.
В августе 2005 года Докучаев вышел на пенсию. Умер 3 января 2006 года.

## Награды
- Закрытым Указом Президиума Верховного Совета СССР в 1984 году за «выдающиеся заслуги в создании новых образцов техники» Юрий Петрович Докучаев был удостоен высокого звания Героя Социалистического Труда с вручением ордена Ленина и медали «Серп и Молот»[1].
- Был награждён еще одним орденом Ленина, орденами Октябрьской Революции и Трудового Красного Знамени и рядом медалей. В 1979 году ему была присуждена Государственная премия СССР, а в 2003 году — почётное звание Заслуженного деятеля науки Российской Федерации[1].